# Hôtel de Boisgelin
El hôtel de Boisgelin, hôtel de La Rochefoucauld-Doudeauville o hôtel de Janvry es un hôtel residencial ubicado en el VII Distrito de París, en el 47-49, calle de Varenne.

## Historia

### Mansión privada
Fue construido en 1732 por el arquitecto Jean-Sylvain Cartaud para Gérard Heusch de Janvry, secretario del rey, en terrenos pertenecientes a las religiosas de Charité y arrendados por 45 años.
Cuando expiró el contrato de arrendamiento en 1778, fue alquilado al Príncipe Camille de Lorraine, Conde de Marsan, luego al año siguiente a Marie de Boisgelin, Canoness de Remiremont, y finalmente en 1782 a su hermano, Raymond de Boisgelin, Arzobispo de Aix- en-Provence.
Incautado en 1792 como propiedad de emigrantes, fue asignado al dominio de los Hospices de Paris, luego vendido en 1807 al Comte de Préameneu, uno de los escritores del Código Civil.
Los herederos de este último lo vendieron en 1837 a Marie François Félix de Bourbon-Conti, conocido como el Chevalier d'Hattonville, hijo natural reconocido de Louis François de Bourbon-Conti .
Lo legó a su muerte, en 1840, a su viuda, nacida Angélique Henriette de La Brousse de Verteillac, que se volvió a casar en 1841 con Sosthène de La Rochefoucauld, duque de Doudeauville, director de Bellas Artes bajo la Restauración.
En 1859, alquiló el primer piso del hotel a un hijo del primer matrimonio de este último, Marie Charles Gabriel Sosthène de La Rochefoucauld, duque de Bisaccia (1825-1908).
En 1876, este último adquirió el hotel y lo transformó profundamente a fines del XIX XIX . siglo por el arquitecto Henri Parent, a quien también empleó en la restauración de sus castillos de Bonnétable (Sarthe) y Esclimont, Eure et Loir. La obra fue inaugurada en 1888 .
Luego se levantó el primer piso del hotel, por lo que se rediseñaron las fachadas que dan al patio y al jardín, mientras que el ático se rehízo por completo.
Enºconstruyó una escalera enchapada en mármol policromado, inspirada en los modelos de Versalles. Está adornado con el tapiz Histoire d'Esther de la fábrica Gobelins, una suite ofrecida, según la tradición, por Louis XV al emperador de China y adquirida por el duque en 1886 tras el saqueo del Palacio de 'Verano'.
El duque de Bisaccia, que se convirtió en duque de Doudeauville, llevó al primer piso del hotel una carpintería del Château de Bercy, que había comprado en 1860. Tenía una capilla, un jardín de invierno, un gran comedor, cuadras para 25 caballos, dos galpones para 8 coches y dos guadarnés construidos. Sólo el gran salón conserva su carpintería original de estilo Rocaille.
En 1937, la Caisse des dépôts et consignations compró el hotel a la familia La Rochefoucauld.

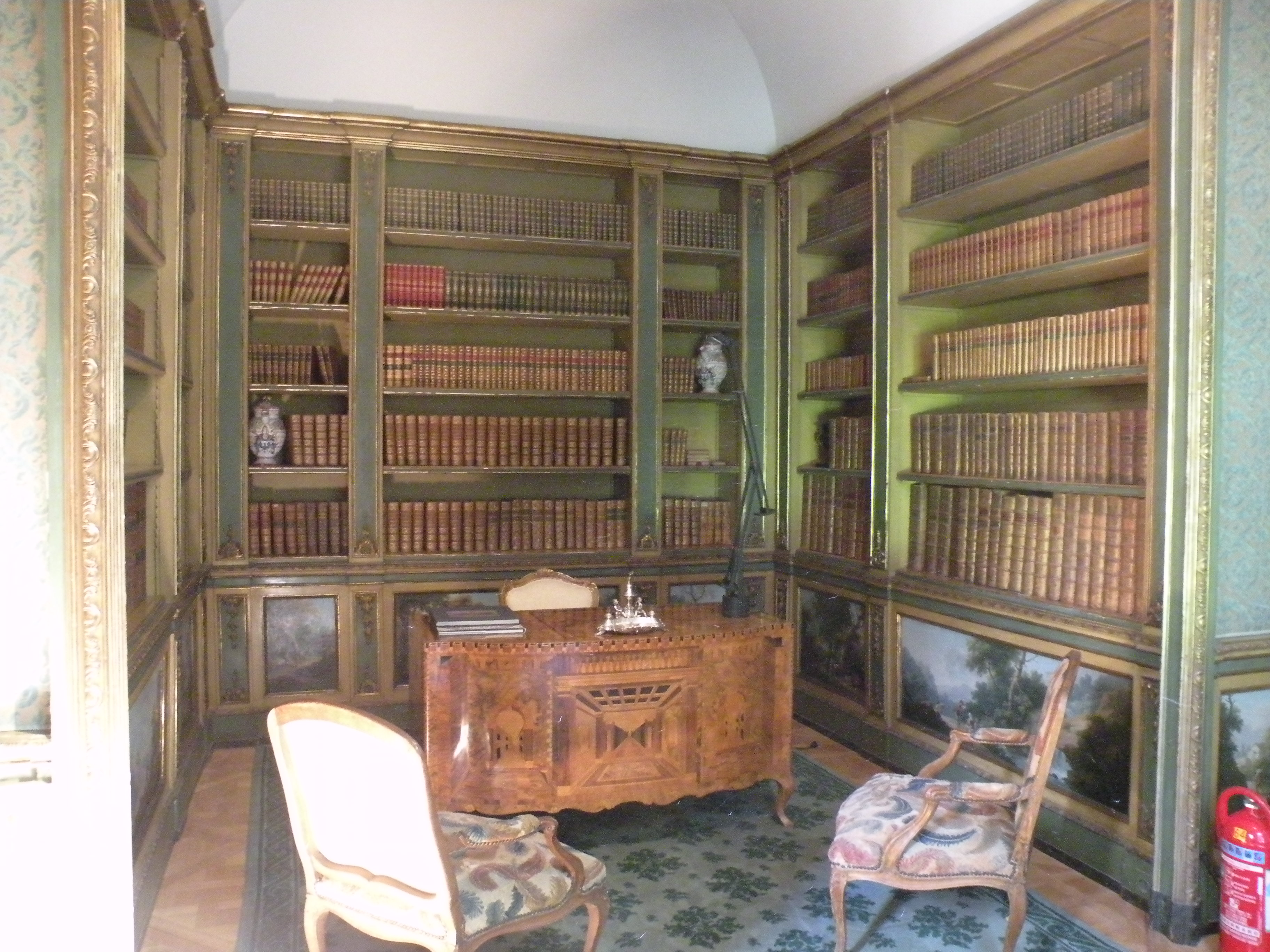
Biblioteca.
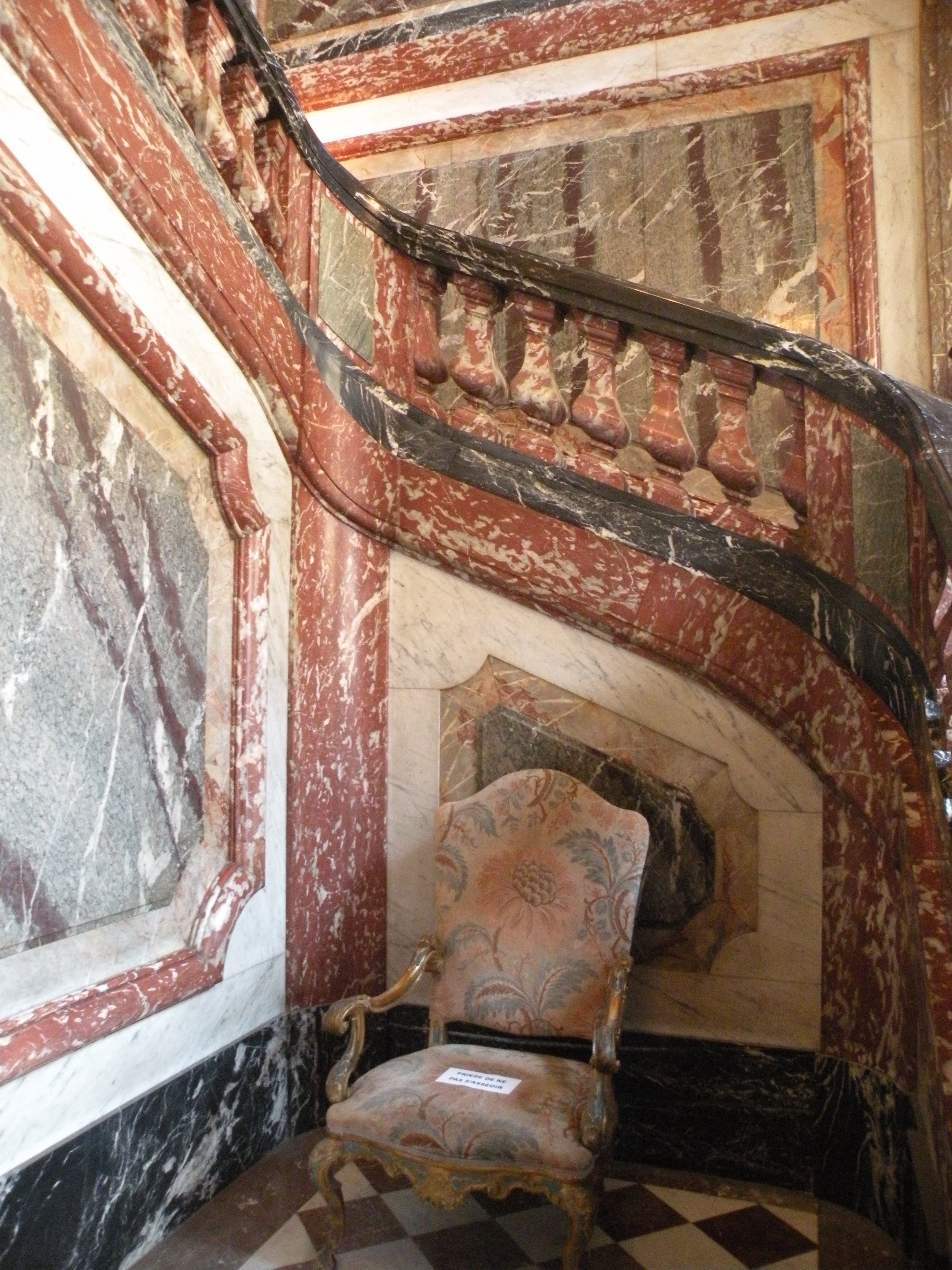
Gran escalera.
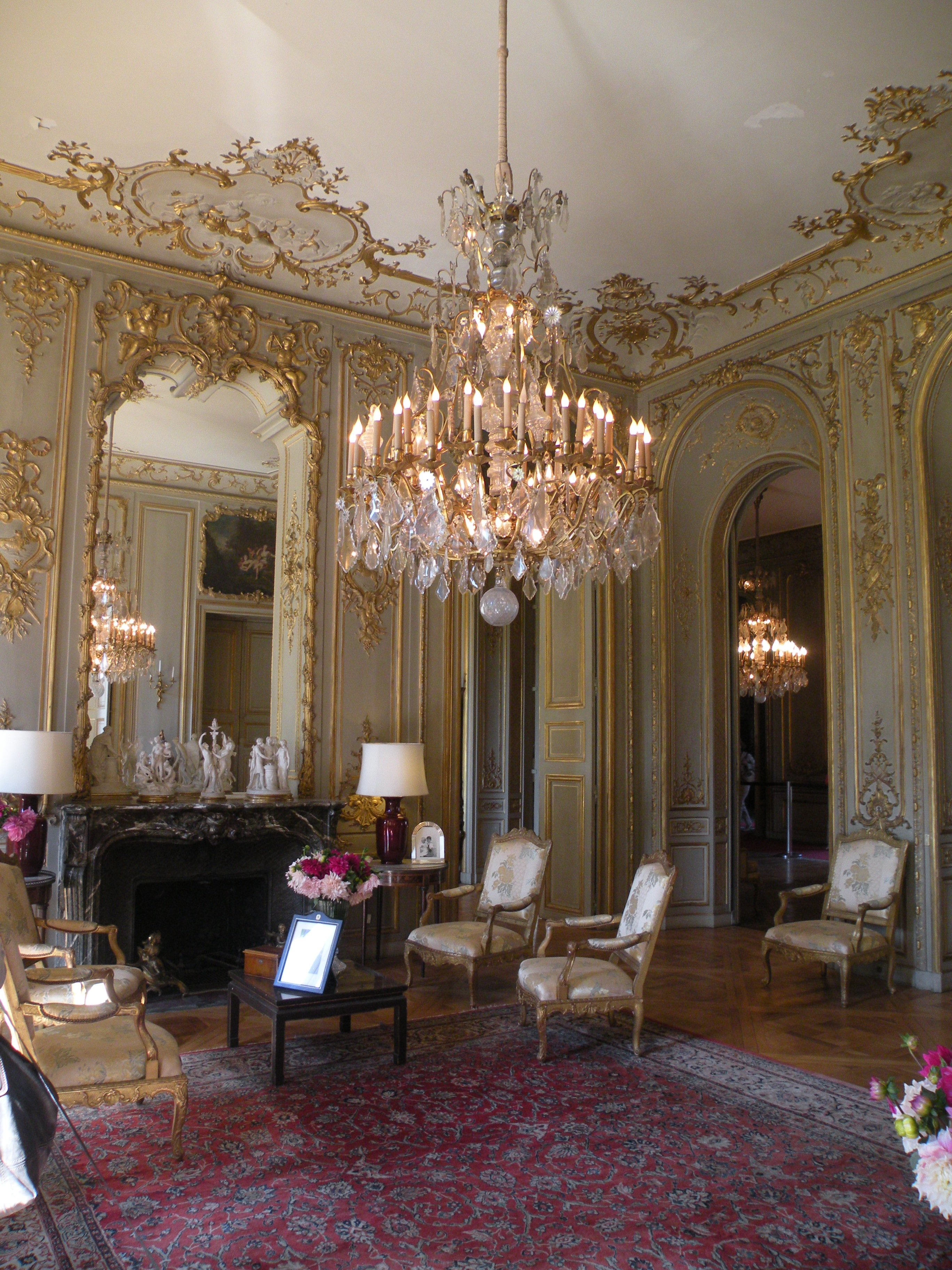
Gran salón.
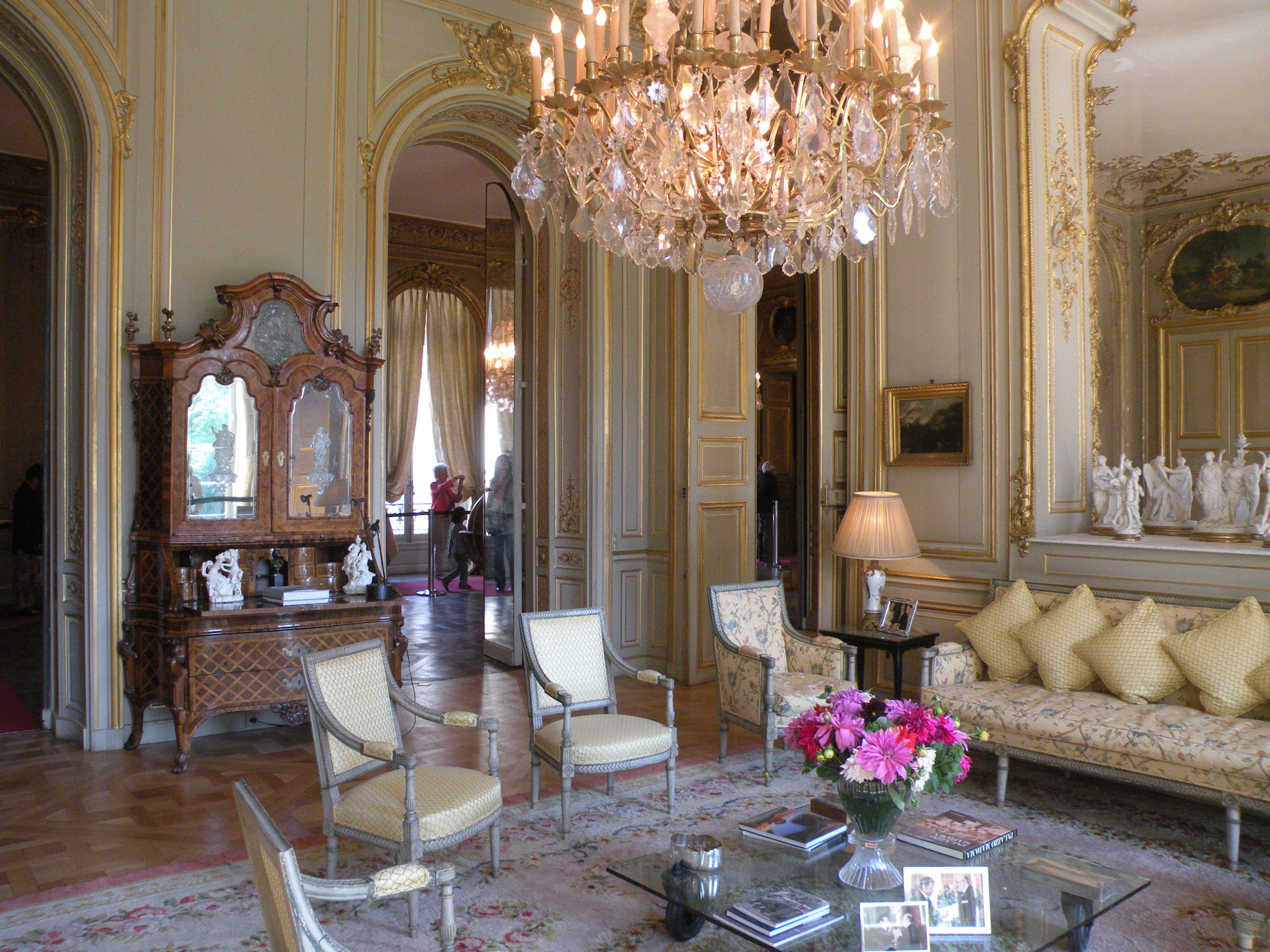
Pequeña sala de estar.
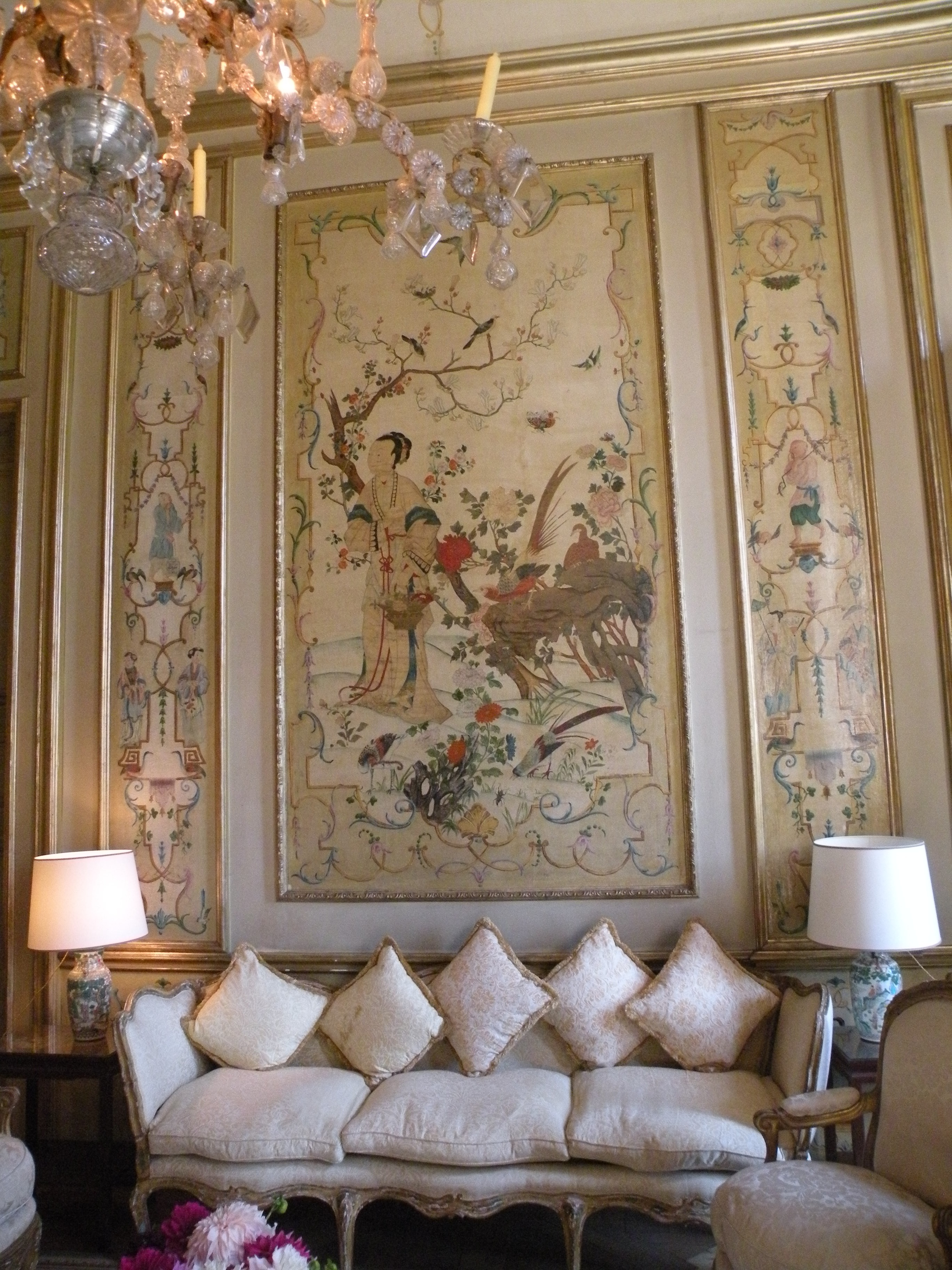
Salón chino.
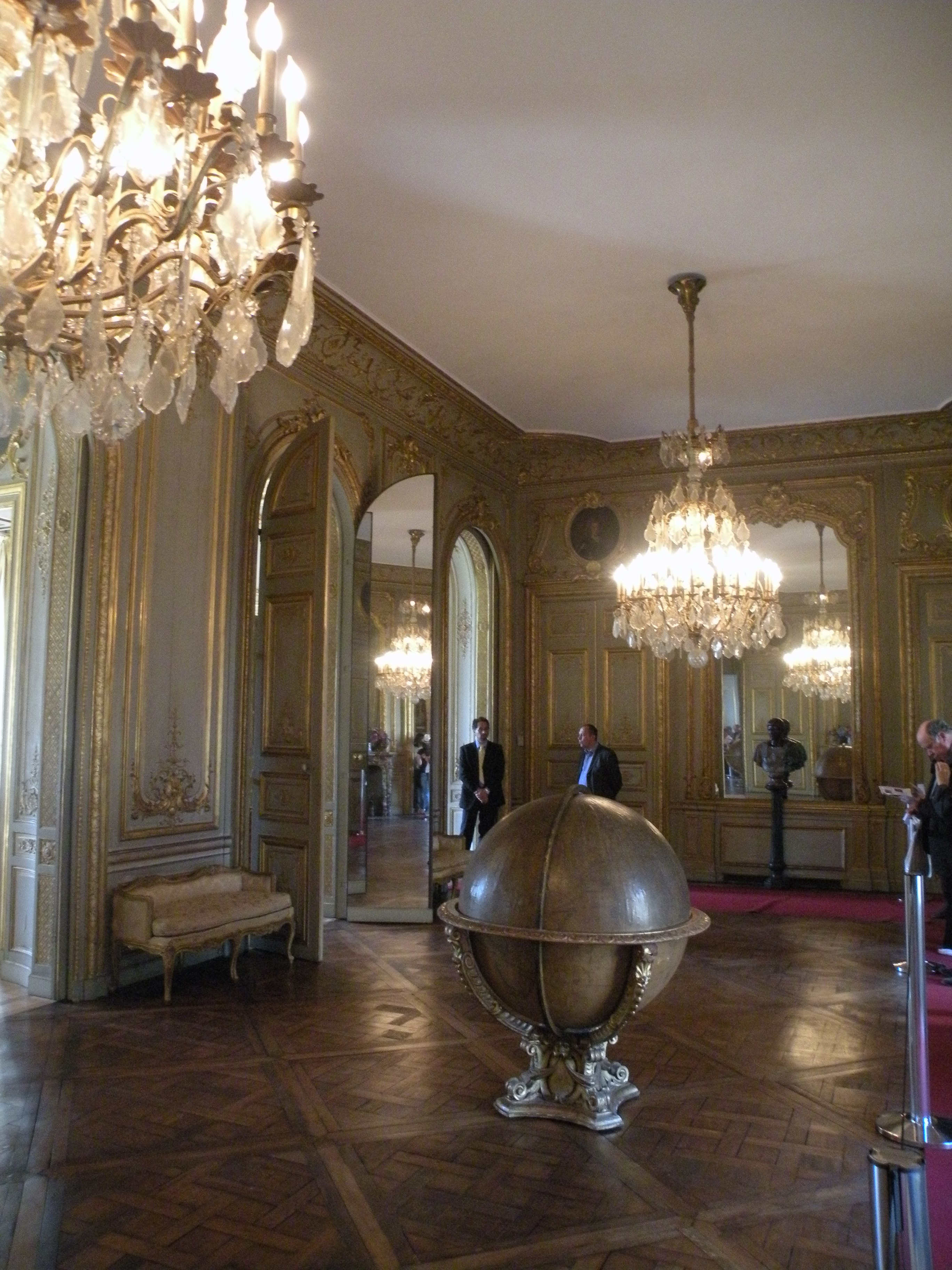
Feria Mundial de Mapas .
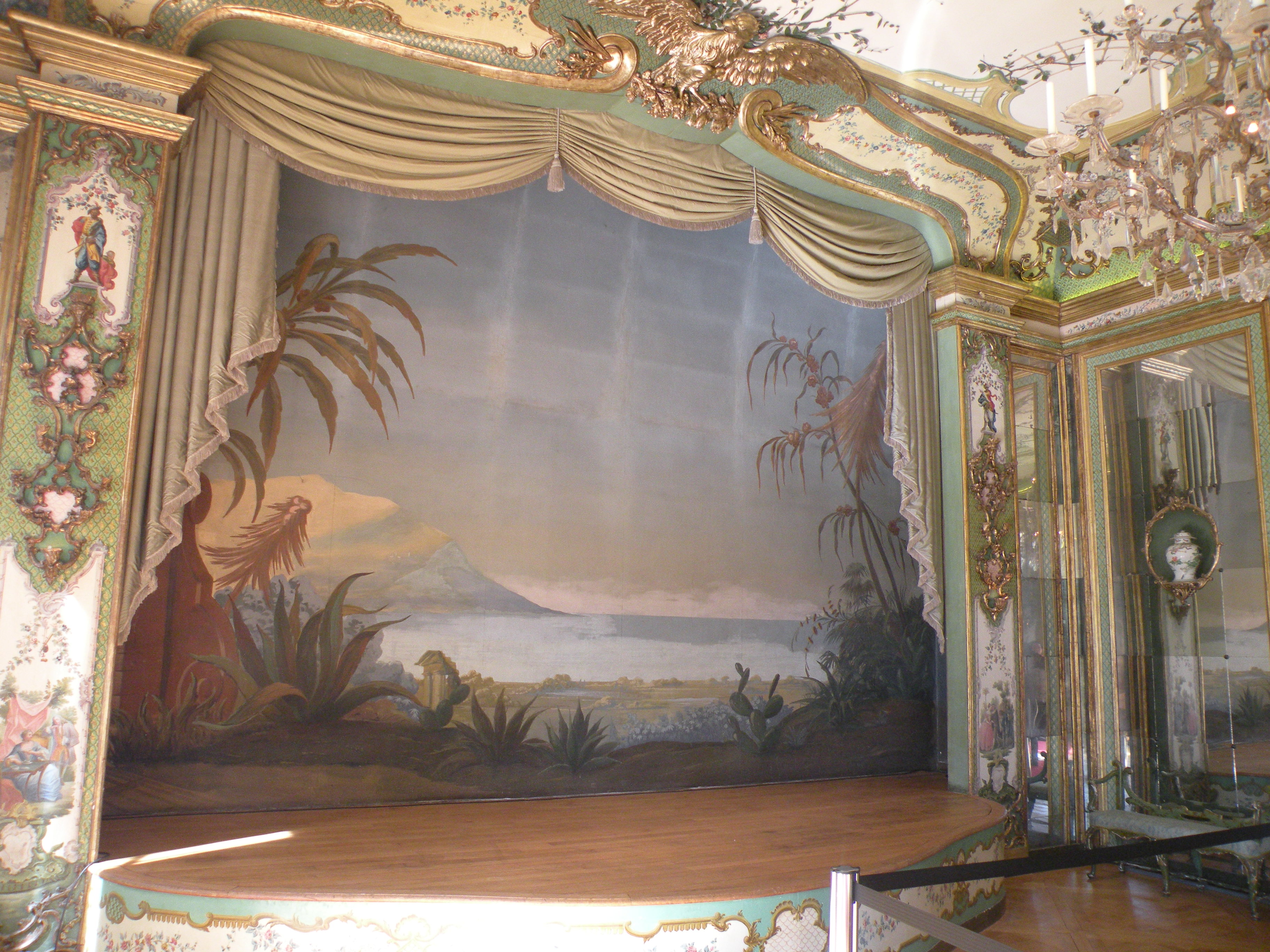
teatro siciliano.
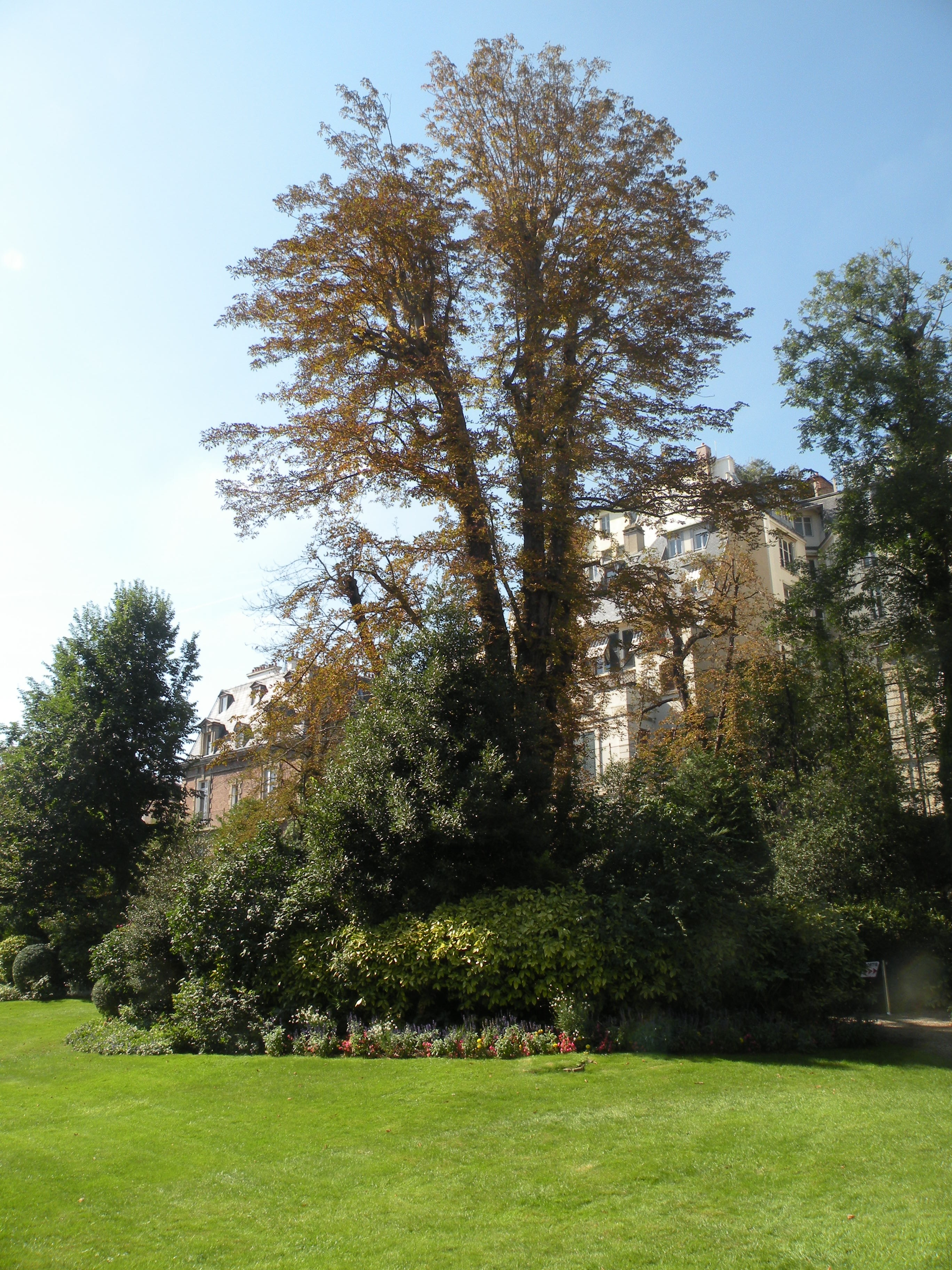
Parque.

### Embajada de Italia
Desde 1938, en virtud de un intercambio de arrendamientos enfitéuticos que permitió a Francia utilizar el Palacio Farnese para su embajada en Roma, el de Boisgelin paso a albergar la Embajada de Italia.
Las decoraciones del comedor y del teatro son posteriores a esta instalación. : fueron realizados por Adolfo Loewi al estilo del XVIII XVIII Siglo italiano, utilizando elementos antiguos como un techo y paneles de Francesco Guardi, del Palacio Mocenigo de Venecia, en el comedor, y carpintería de un palacio de Palermo en el teatro.

## Protección
Desde un decreto del 11 de junio de 1926, su fachadas, su decoración de la escalera, la antecámara, el pequeño salón de la planta baja, la galería, el comedor, el gran salón, el pequeño salón del primer piso, están catalogados como Monumentos Históricos.